# Ramón Castilla
Ramón Castilla y Marquezado (Tarapacá; 31 de agosto de 1797 — 30 de maio de 1867) foi um político e Presidente do Peru.